# العادي (الشرية)

تعديل مصدري - تعديل

العادي هي إحدى قرى عزلة آل غنيم بمديرية الشرية التابعة لمحافظة البيضاء، بلغ تعداد سكانها 412 نسمة حسب تعداد اليمن لعام 2004.